# Верхний Кавкамахи
Верхний Кавкамахи (дарг. ЧебяхI Кавкамахьи) — село в Акушинском районе Дагестана. Входит в состав сельского поселения «Сельсовет Бургимакмахинский».

## Географическое положение
Расположено в 4 км к северо-востоку от районного центра села Акуша.

## Население
| 1939 | 1970 | 1989 | 2002 | 2010 | 2021 |
| ---- | ---- | ---- | ---- | ---- | ---- |
| 68   | ↗128 | ↗274 | ↗394 | ↗455 | ↗506 |